# Júlio de Castilhos (ort)
Júlio de Castilhos är en ort i Brasilien.   Den ligger i kommunen Júlio de Castilhos och delstaten Rio Grande do Sul, i den södra delen av landet, 1 600 km söder om huvudstaden Brasília. Júlio de Castilhos ligger 529 meter över havet och antalet invånare är 20 388.
Terrängen runt Júlio de Castilhos är huvudsakligen platt. Júlio de Castilhos ligger uppe på en höjd. Det finns inga andra samhällen i närheten.
Trakten runt Júlio de Castilhos består till största delen av jordbruksmark. Runt Júlio de Castilhos är det glesbefolkat, med 11 invånare per kvadratkilometer.